# Riot Games
Riot Games est une entreprise américaine d'édition et de développement de jeux vidéo fondée en 2006 et située à Los Angeles, en Californie. Elle organise aussi plusieurs tournois de sport électronique.
La société n'a eu qu’un seul jeu publié à son actif durant plus de dix ans, League of Legends, sorti en 2009 et qui lui confère toute sa notoriété au vu de la popularité qu'il rencontre et maintient à travers le temps. En 2011, Riot games est racheté par le conglomérat chinois Tencent. Au cours de l'année 2020, l'entreprise publie Legends of Runeterra, Valorant et League of Legends: Wild Rift. Dans les années qui suivent, à travers son département Riot Forge, l'entreprise collabore avec d'autre studios pour proposer des jeux dérivés de sa licence phare League of legends et ce jusqu'à la fermeture du département en 2024. L'entreprise a travaillé avec Fortiche pour produire Arcane, une série télévisée basée sur League of legends.

## Historique
Riot Games est fondé en 2006 par Brandon Beck (connu sous le pseudonyme de « Ryze ») et Marc Merrill (connu sous le pseudonyme « Tryndamere »). Ils sont devenus amis lorsqu'ils étaient colocataires à l'université de Californie du sud où tous deux étudiaient le commerce.
L'entreprise s'installe à Santa Monica, et les deux fondateurs commencent à démarcher les investisseurs. Ils obtiennent un million et demi de dollars comme capital d'amorçage ce qui leur permet de commencer à travailler sur League of Legends. Pour cela, la firme américaine vise haut et recrute d'anciens employés de Blizzard Entertainment, dont Tom Caldwell ayant travaillé sur l'équilibrage de Warcraft III et en tant que designer sur World of Warcraft. On trouve aussi parmi les employés notables des débuts de Riot Games, Steve Feak, dit "Guinsoo", un des créateurs de Defense of the Ancients. L'équipe est composée d'environ une quarantaine de personnes durant la phase de développement.
Entre 2007 et 2008, Riot se concentre sur l'élaboration de son jeu et communique peu. C'est durant cette période que des choix importants sont faits : le jeu sera basé sur le modèle du "freemium" : Un jeu-service, free to play, avec un contenu payant uniquement cosmétique. Inspiré de la carte de Warcraft III : DotA, League of Legends en reprend les mécaniques tout en adoptant un style plus rapide et plus axé sur les teamfights. Les sorts d'invocateur et les runes sont également une particularité propre à LoL. Ces idées originales permettent au jeu de s'écarter un peu de DotA et de son rival : Heroes of Newerth prévu pour 2010. Le 10 juin 2008, Riot Games reçoit un nouveau fonds de huit millions de dollars de Benchmark Capital, First Mark Capital et Tencent. En 2009, Riot Games lance League of Legends : Clash of fate.
Le 10 mai 2010, Riot Games annonce que le studio prend en charge la distribution et l’exploitation de son jeu en Europe. Pour cela, l’entreprise déplace son siège européen de Brighton vers de nouveaux bureaux à Dublin.
En février 2011, Tencent investit 400 millions de dollars pour acquérir 93 % des parts de Riot Games. Le 16 décembre 2015, Tencent achète les 7 % restants, le prix de cette transaction n’étant pas révélé.
En 2012, pour répondre aux  problèmes de toxicité et de harcèlement dans League of Legends, Riot Games met en place une « player behavior team» composée de psychologues. Leurs mesures, telles que la mise en place d’un chat optionnel entre joueurs adverses, l’explication des raisons des bannissements aux joueurs concernés et la création d’un tribunal de joueurs pour statuer sur les sanctions, entraînent une réduction de 30 % des comportements signalés comme toxiques. Cependant, l’efficacité de ces mesures a été remise en question par les joueurs et la presse spécialisée.
En 2013, League of Legends devient le jeu PC multijoueur le plus joué au monde, avec 32 millions de joueurs répartis dans 145 pays. En 2016, le jeu compte plus de 100 millions de joueurs actifs par mois.
En mars 2016, Riot Games rachète le studio Radiant Entertainment ayant travaillé sur les jeux Rising Thunder et Stonehearth avec « la volonté de diversifier leur catalogue »,.
Le 16 décembre 2016, BAMTech achète pour 300 millions de dollars les droits de retransmission jusqu'en 2023 des Championnats du monde de League of Legends à Riot Games,,. Riot précise que cet accord concerne la distribution et la monétisation d'émissions de compétitions professionnelles pour le jeu vidéo League of Legends jusqu'en 2023 en contre-partie de 50 millions de dollars par an et un pourcentage des revenus publicitaires,,.
Fin 2017, Beck et Merrill confient les activités quotidiennes et la gestion globale de l’équipe de League of Legends à trois employés de longue date : Dylan Jadeja, Scott Gelb et le français Nicolo Laurent deviennent respectivement chef de la technologie (CTO), chef de l’exploitation (COO) et directeur général (CEO). Plusieurs anciens employés de Blizzard entertainement rejoignent Riot Games, en particulier Greg Street, chargé de travailler sur l'élaboration d'un MMORPG dans l'univers Runeterra,.
En mai 2018, Riot Games employait 2 500 personnes dans 24 bureaux répartis à travers le monde.
Le 25 mai 2018, le contrat de 350 millions de dollars entre Riot Games et BAMTech annoncé en décembre 2016 est annulé au profit d'un contrat de diffusion de la League of Legends sur ESPN+ à partir de juin 2018,.
En décembre 2018, Riot games investit dans Hypixel Studios pour le futur jeu Hytale. Ils sortent en juin 2019 Teamfight Tactics et en janvier 2020 Legends of Runeterra. En 2020, Riot annonce ouvrir un bureau à Singapour. Celui-ci a pour mission de soutenir les titres existants de l’entreprise, tout en se concentrant sur le développement de nouveaux jeux.
Dès 2013, Riot Games collabore avec le studio d'animation français Fortiche pour le clip de Get Jinxed. Convaincus par les retours de la communauté et par la pugnacité de Christian Linke, le studio lance en 2018 la production d'une série animée, , basée sur l'univers de League of legends. Cette série, nommée « Arcane », est diffusée mondialement en novembre 2021 sur Netflix, et en Chine par la maison mère Tencent. Elle reçoit un accueil critique très favorable, avec 100 % de critiques positives sur le site spécialisé Rotten Tomatoes,. En 2024 la saison 2 de la série est diffusée. Elle devient la série animé la plus chère de l'histoire, ses coûts de production avoisinant les 250 millions de dollars selon Variety.
En mars 2022, Riot Games annonce avoir investi dans Fortiche et détenir une partie du capital du studio. À la suite de cet investissement, Brian Wright, directeur du contenu chez Riot, et Brendan Mulligan, directeur du développement d’entreprise, rejoignent le conseil d’administration de Fortiche. Cette même année, Riot recrute des cadres de Netflix, Paramount et HBO Max pour superviser le développement de films, séries et projets musicaux basés sur ses licences.
En janvier 2023 Riot Games est victime d’une cyberattaque au cours de laquelle le code source de League of Legends, Teamfight Tactics et d’une plateforme anti-triche est dérobé. Les hackers mettent ensuite ces données en vente sur le dark web pour 700 000 dollars.
Le 11 mai 2023, Nicolo Laurent annonce sur son compte X qu'il se retire de son poste de PDG de Riot Games, laissant sa place à Dylan Jadeja le 23 septembre 2023.
En janvier 2024, Riot Games a annoncé le licenciement de 530 employés, soit environ 11 % de son effectif. L’entreprise met également fin à son initiative Riot Forge et annule son projet de concurrent à Twitch, Riot Esports Network (REN).
En mai 2024, Riot Games est poursuivi en justice devant un tribunal fédéral californien en raison de son partenariat avec l’entreprise d'échange de cryptomonnaie en faillite FTX.

## Esport

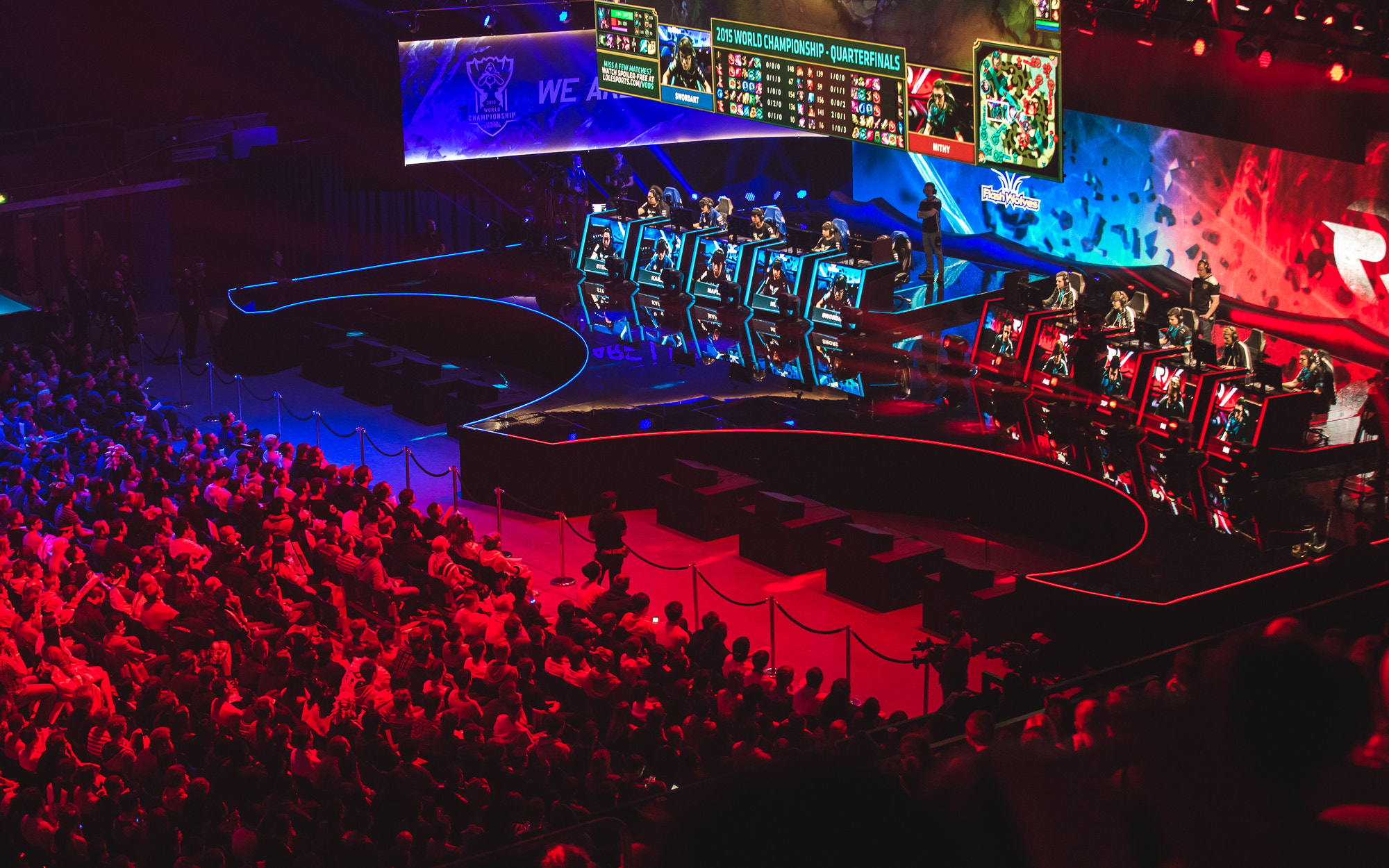
La scène de la Wembley Arena pendant le match entre Flash Woves et Origen.

Riot Games organise des ligues d'esports à l'échelle mondiale. Cela inclut la League of Legends Championship Series, qui comprend des ligues en Amérique du Nord et en Europe, la League of Legends Champions Korea pour la Corée et la League of Legends Pro League pour la Chine. Au total, il existe plus de 100 équipes réparties dans les 12 ligues régionales de Riot Games à travers le monde. De 2013 à 2024, les équipes s'affrontent tout au long d'une saison divisée en deux segments saisonniers. Elles accumulent des points de championnat pour se qualifier à deux grandes compétitions internationales : le Mid-Season Invitational et le Championnat du monde de League of Legends. Le Championnat du monde de Riot Games est le tournoi professionnel annuel qui marque la fin de chaque saison. Il est aussi l'évènement e-sportif le plus regardé au monde chaque année. Depuis 2025, la saison est divisée en trois segments saisonniers, avec trois championnats différents, le nouveau championnat ajouté étant le First Stand et se déroule en mode de jeu compétitif Fearless Draft.
Entre 2010 et 2011, l'équipe de Riot Games a développé de nouveaux contenus pour League of Legends. C'est à cette période que l'entreprise a réalisé que les gens apprécient également regarder d'autres joueurs jouer.En conséquence, Riot Games créé ses propres ligues d'esports pour League of Legends, organisant des retransmissions hebdomadaires et établissant un calendrier de matchs professionnels. Après son premier championnat du monde en 2011, un événement modeste lors d'une conférence en Suède, la société décide de transformer ses tournois en événements comparables à ceux des sports professionnels. Elle investi dans du matériel de diffusion, embauche des producteurs spécialisés dans les programmes sportifs et forme des joueurs professionnels pour qu'ils soient "prêts pour la télévision". En 2012, Riot Games organise son tournoi au Galen Center de l'Université de Californie du Sud, offrant une cagnotte de 1 million de dollars. Depuis, l'entreprise a tenu des tournois à Berlin, Paris, Séoul, Londres, Shanghai, au Madison Square Garden de New York et au Staples Center de Los Angeles entre autres.
La société génère des revenus grâce aux parrainages d'entreprises, à la vente de produits dérivés et aux droits de diffusion de sa ligue d'esports. En 2015, des investisseurs ont commencé à acheter des parts dans des équipes et à constituer leurs propres formations. Parmi les propriétaires d'équipes des ligues de Riot Games figurent les propriétaires de franchises sportives comme les Washington Wizards, Cleveland Cavaliers, Houston Rockets, Golden State Warriors, Philadelphia 76ers, Los Angeles Dodgers, le Paris Saint-Germain,. En Corée, des entreprises comme Samsung, Kia, SK Telecom investissent dans des équipes et forment leurs propres écuries. Des influenceurs célèbrent comme Kameto en France ou Ibai Llanos en Espagne constituent aussi leurs propres équipes. Le magazine américain Inc. a cité la croissance des ligues et l'implication de figures influentes parmi les raisons ayant conduit à nommer Riot Games "Entreprise de l'année" en 2016. Malgré le dynamisme des ligues, les clubs majeurs sont souvent déficitaires, nécessitant sans cesse de nouvelles levées de fonds et interrogeant sur la viabilité économique du modèle. L'éditeur lui-même reconnais que, pour l'instant, sa branche Lol Esport ne génère pas suffisament de revenus pour couvrir les frais de conception et de diffusion. En 2025, Riot met en place des réformes économiques, comme la création d'un  « pot global de revenus » (GRP), pour tenter de remédier au problème.
En novembre 2020, Riot Games a annoncé la première édition du Valorant Champions Tour, un tournoi compétitif mondial pour son jeu Valorant.

## Polémiques et controverses

### Accusations de sexisme
En août 2018, une enquête du site spécialisé dans l'actualité vidéo-ludique Kotaku révèle une culture d'entreprise empreinte de sexisme. Trois mois plus tard, une action collective est ouverte contre l'éditeur Riot Games, notamment pour dénoncer un environnement hostile aux femmes et des conditions de travail entachées de harcèlement sexuel. Riot Games étant composé de 80 % d'hommes, y est dénoncée par ses employées une "bro culture", terme désignant ici une culture machiste. Les femmes ne sont pas encouragées à monter dans la hiérarchie. Par exemple, lorsqu'elles postulent pour obtenir une promotion et un poste à un échelon supérieur, elles s'aperçoivent souvent que le poste en question est déjà octroyé à un collègue masculin, même lorsque ce dernier a moins d'expérience. De plus, certaines allégations incluent la réception d’images de parties génitales masculines envoyées par des collègues et des supérieurs, un fil de discussion par e-mail faisant des suppositions sur ce que cela impliquerait de pénétrer une employée, ainsi qu’une liste partagée entre des membres seniors de Riot détaillant les employées avec lesquelles ils aimeraient coucher.
Certains employés interrogés par Kotaku ont contesté ces accusations ou affirmé que des mesures avaient déjà été prises pour y remédier. Oksana Kubushyna, responsable des équipes de la Player Platform chez Riot, a déclaré que des efforts avaient été initiés neuf mois avant la publication de l’article pour rendre le processus de recrutement plus diversifié et inclusif envers les femmes. De son côté, Joe Hixson, responsable des communications d'entreprise chez Riot Games, a reconnu ces problèmes et affirmé qu’ils ne correspondaient pas aux valeurs fondamentales de l’entreprise. Il a également insisté sur le fait que tous les employés de Riot devaient être tenus responsables de l’environnement de travail.
Dans la semaine suivant l'article de Kotaku, plusieurs autres développeurs, anciens et actuels, ont témoigné de leurs propres expériences chez Riot, incluant des cas de harcèlement sexuel et de mégenrage. Dans une déclaration à Gamasutra, Hixson a affirmé que Riot prenait des mesures en réponse à ces révélations.

#### Mesures prises par Riot games
À la fin du mois d'août 2018, Riot a annoncé des évolutions visant à améliorer la culture interne de l'entreprise, notamment en prônant une réforme nommée "Culture and Diversity & Inclusion Initiative". Pour accompagner ces efforts, Riot a recruté Frances Frei, une conseillère spécialiste de ces questions, qui avait déjà travaillé sur une situation similaire chez la société Uber, en tant que conseillère principale sur les questions de diversité, de leadership et de stratégie. Riot organise une session à la PAX West 2018, exclusivement réservée aux femmes et aux personnes non-binaires, pour aider les aspirants développeurs de jeux vidéo, avec des entretiens et des révisions de CV. L'entreprise défend cette initiative en expliquant qu'un tel soutien exclusif est nécessaire pour corriger le déséquilibre entre les genres dans l’industrie du jeu vidéo. Cependant, cette décision engendre également du harcèlement et des menaces contre Riot, conduisant même au départ de deux employés.
En décembre 2018, le PDG de Riot, Nicolo Laurent, envoie un e-mail à tous les employés pour annoncer que leur COO, Scott Gelb, est suspendu pendant deux mois sans salaire pour mauvaise conduite au travail et qu’il suivrait des formations avant de pouvoir revenir. Riot précise qu’ils continuent d’enquêter sur d’autres cas, mais que ces derniers n’impliquent pas des cadres aussi haut placés que Gelb.
En janvier 2019, Riot met à jour les valeurs de l’entreprise pour la première fois depuis 2012, afin de résoudre les problèmes de "bro culture" mentionnés dans l'article de Kotaku. En février 2019, Riot recrute Angela Roseboro en tant que Chief Diversity Officer, chargée de superviser toutes les initiatives liées à la diversité et à l’inclusion, et de conseiller l’équipe de recrutement pour promouvoir l'inclusivité.

#### Poursuites judiciaires et conséquences
En décembre 2019, le Los Angeles Times rapporte que Riot Games a trouvé un compromis avec les salariés qui l’accusent de discrimination sexiste. L'éditeur versera dix millions de dollars aux salariés concernés pour mettre fin à ce litige.Toutefois, en février 2020, les avocats représentant les employées ont retiré l'accord, estimant que la somme était largement insuffisante par rapport aux 400 millions de dollars que l’affaire aurait pu rapporter en justice selon les autorités californiennes. En décembre 2021, un nouvel accord de règlement a été conclu, Riot acceptant de payer 100 millions de dollars, dont 80 millions destinés aux employées concernées. Cet accord a été approuvé en juillet 2022, et 1548 employées féminines recevront entre 5 000 et 150 000 dollars chacune.

### Nicolo Laurent accusé de harcèlement sexuel
En février 2021, Vice révèle que Sharon O’Donnell, ancienne employée de Riot Games, a intenté une action en justice pour harcèlement sexuel contre l'entreprise et son directeur général, Nicolo Laurent. D'après elle, ayant refusé les avances de Nicolo Laurent, ses conditions de travail se sont vues rapidement dégradées jusqu'à son licenciement en juillet 2020. Ces accusations sont niées par l'entreprise, et une enquête interne conclut en mars suivant qu'aucune charge ne permet d'établir un comportement sexiste de la part du directeur, qui conserve sa position.
En mars 2021, Alienware, un sponsor majeur des événements e-sport de League of Legends, met fin à son partenariat avec Riot un an avant la fin du contrat, en raison des litiges en cours concernant les accusations de harcèlement sexuel contre l'ancien PDG.

### Clauses d’arbitrage forcé
Riot Games est également critiqué par ses employés pour avoir imposé de clauses d'arbitrage forcé dans ses contrats de travail. L'entreprise permet aux employés de s'exprimer anonymement auprès de la presse à ce sujet, et indique son intention d'organiser des réunions générales et des discussions en petits groupes avec Roseboro et les employés pour déterminer les actions à venir.
Riot s'engage à supprimer l'arbitrage obligatoire dans les contrats des nouveaux employés et potentiellement pour les employés actuels une fois les litiges en cours réglés. De plus, en mai 2019, Riot lance un plan de 90 jours pour continuer à traiter les problèmes internes liés à la diversité et à l'inclusion.
Malgré ces mesures, plus d'une centaine d'employés de Riot organisent une grève le 6 mai 2019, exigeant la fin de l'arbitrage forcé pour tous les employés, passés et présents. Environ deux semaines après cette mobilisation, Riot revient sur sa position, annonçant qu'il ne modifierait pas l’arbitrage forcé dans les contrats existants tant que les poursuites en cours contre l’entreprise ne sont pas résolues.

### Censure
En 2016, lors d'un tournoi e-sport au Brésil (Campeonato Brasileiro de League of Legends (CBLoL) 2016), Riot a censuré le logo d'un joueur, Gabriel Tockers Claumann, car celui-ci portait un tee-shirt avec le sponsor G2A : l'association du joueur (INTZ) s'est fait sanctionner d'une amende de 1150 €.
Dans le contexte des manifestations de Hong Kong en 2019-2020, Riot Games a pris des mesures pour décourager les déclarations politiques lors de ses événements en direct, affirmant que les déclarations explicites sur la politique, la religion et d'autres sujets sensibles « ne peuvent pas être représentées équitablement dans le cadre [de leur] diffusion ». L'entreprise a également déclaré qu'elle était responsable de veiller à ce que « les déclarations ou actions sur [ses] plateformes officielles [...] n'aggravent pas des situations potentiellement sensibles ».
En 2019, des joueurs ont découvert que certains termes politiquement sensibles en Chine, notamment Tiananmen et Ouïghour, étaient censurés dans League of Legends. Cette censure variait selon les serveurs et les langues, certaines restrictions ayant été levées après des plaintes publiées sur Reddit.

### George Floyd
En juin 2020, Ron Johnson, responsable mondial des produits grand public chez Riot Games, a partagé un post sur Facebook affirmant que George Floyd avait été tué par la police « en raison de son mode de vie criminel ». L'entreprise a ensuite suspendu Johnson le temps de mener une enquête, à la suite de laquelle il a démissionné.

### Partenariat avec l'Arabie saoudite
En juillet 2020, Riot a annoncé un partenariat avec la ville en développement de Neom en Arabie saoudite, qui devait sponsoriser la prochaine saison du League of Legends European Championship. Peu après l'annonce, les fans du jeu ainsi que des employés de Riot ont vivement critiqué l'entreprise sur les réseaux sociaux et ses plateformes de streaming, invoquant le bilan de l'Arabie saoudite en matière de droits de l'homme et les tentatives violentes d'expulsion de la tribu Howeitat lors de la construction de la ville. Face à ces réactions, Riot a annulé le partenariat en quelques jours, s'excusant et admettant que l'accord avait été conclu de manière précipitée,.

### Réponse à l'invasion russe de l'Ukraine
Après le début de l'invasion de l'Ukraine par la Russie en février 2022, Riot Games n'a pas quitté le marché russe après avoir été sollicité par le politicien ukrainien Mykhailo Fedorov. En mars 2022, Riot a fait don des recettes des passes de bataille vendus dans plusieurs de ses jeux, ainsi que des bénéfices de certains objets dans le jeu, à des organisations de secours humanitaires opérant en Ukraine. Selon Riot, ces dons ont totalisé 5,4 millions de dollars.

## Litiges
En 2017, Riot Games a intenté un procès contre Moonton Technology Co., le développeur du jeu mobile Mobile Legends: Bang Bang, pour violation de droits d’auteur, en raison de similitudes entre Mobile Legends et League of Legends. Un tribunal chinois a statué en faveur de Tencent en juillet 2018, lui accordant 2,9 millions de dollars de dommages et intérêts.
En octobre 2019, Riot Games a intenté un procès contre Riot Squad Esports LLC, une organisation d'esports basée à Chicago et fondée en mars 2019, alléguant que Riot Squad avait intentionnellement enfreint la marque déposée de Riot Games. «"Riot"et "Riot Games" sont des marques déposées lorsqu’ils sont utilisés dans le cadre du jeu vidéo et de l'eSport». Riot Games.

## Jeux
League of Legends est sur la période 2012-2013 le jeu multijoueur le plus joué au monde : le jeu comptait alors 80 millions de comptes actifs et, chaque jour, plus de 8 millions de joueurs étaient connectés simultanément. À la fin de la saison 1, chaque seconde en moyenne, 10 parties de League of Legends étaient lancées dans le monde. Le jeu aurait généré 1,6 milliard de dollars de bénéfices en 2015.
En 2019, Riot Games annonce, pour la cérémonie des dix ans de League of Legends, le lancement d'un JCC, Legends of Runeterra, ainsi qu'une version mobile et console de leur titre phare, League of Legends: Wild Rift. Ils annoncent également un portage de Teamfight Tactics sur mobile, qui sort finalement en mars 2020. La même année, Riot Games lance son premier jeu sans rapport avec League of Legends, le FPS Valorant. En 2019, Riot Games lance le label Riot Forge, à travers d'autres studios ils développent d'autres jeux dans l'univers de Runeterra, l'IP de League of legends. Ce label prend fin en 2024, corolaire à une vague de licenciement.
Riot Games prévoit de sortir, en 2025, le jeu de combat en deux contre deux 2XKO, auparavant connu sous le nom de code Project L.,

### Titres principaux
| Année | Titre                        | Genre(s)                               | Plateforme(s)                           |
| ----- | ---------------------------- | -------------------------------------- | --------------------------------------- |
| 2009  | League of legends            | Arène de bataille en ligne multijoueur | macOS, Windows                          |
| 2019  | Teamfight Tactics            | Auto Chess                             | Android, iOS, macOS, Windows            |
| 2020  | League of legends: Wild Rift | Arène de bataille en ligne multijoueur | Android, iOS                            |
| 2020  | Legends of Runeterra         | Jeu de cartes à collectionner          | Android, iOS, Windows                   |
| 2020  | Valorant                     | Jeu de tir à la première personne      | PlayStation 5, Windows, Xbox Series X/S |
| 2025  | 2XKO                         | Jeu de combat en équipes               | PlayStation 5, Windows, Xbox Series X/S |

### Mini-jeux
| Année | Titre                     | Genre(s)     | Plateforme(s) | Dévelopeur(s)   |
| ----- | ------------------------- | ------------ | ------------- | --------------- |
| 2013  | Astro Teemo               | Arcade       | Navigateur    | Pure Bang Games |
| 2014  | Cho'Gath Eats the World   | Arcade       | Navigateur    | Pure Bang Games |
| 2015  | Blitzcrank's Poro Roundup | Arcade       | Android, iOS  | Pure Bang Games |
| 2017  | Ziggs Arcade Blast        | Arcade       | Windows       | Riot Games      |
| 2018  | Star Guardian: Insomnia   | Shoot 'em up | Windows       | Riot Games      |
| 2018  | Project.execute           | Shoot 'em up | Windows       | Riot Games      |
| 2018  | Super Zac Ball            | Sports       | Windows       | Riot Games      |

### Riot Forge
| Année | Titre          | Développeur(s)    | Genre(s)                                | Plateforme(s)                                                                     |
| ----- | -------------- | ----------------- | --------------------------------------- | --------------------------------------------------------------------------------- |
| 2021  | Ruined King    | Airship Syndicate | Jeu vidéo de rôle au tour par tour      | Nintendo Switch, PlayStation 4, Windows, Xbox One                                 |
| 2021  | Hextech Mayhem | Choice Provisions | Jeu de rythme                           | Nintendo Switch, Windows                                                          |
| 2023  | Convergence    | Double Stallion   | Action, plates-formes                   | Playstation 4/5, Xbox One, Xbox Series X/S, Nintendo Switch, Windows              |
| 2023  | Song of Nunu   | Tequila Works     | Aventure                                | Playstation 4/5, Xbox One, Xbox Series X/S, Nintendo Switch, Windows              |
| 2023  | The Mageseeker | Digital Sun       | Pixel art, action RPG                   | Nintendo Switch, PlayStation 4, PlayStation 5, Windows, Xbox One, Xbox Series X/S |
| 2024  | Bandle Tale    | Lazy Bear Games   | Jeu de rôle, jeu de simulation agricole | Nintendo Switch, Windows                                                          |

### Jeux de société
En octobre 2016, Riot Games sort le jeu de société de coopération Mechs vs. Minions, tiré de League of legends,. En 2020, sous le nom de marque Riot Tabletop est édité Tellstones: King's Gambit, un jeu de bluff pour deux à quatre joueurs,.